# اريك رايت
اريك رايت (بالإنجليزية: Eric Wright)‏ (31 أغسطس 1980 بليبيريا - ) هو لاعب كرة قدم ليبيري في مركز الدفاع. شارك مع منتخب ليبيريا لكرة القدم. أما مع النوادي، فقد لعب مع Invincible Eleven ‏ وMark Professionals FC ‏.

## وصلات خارجية
- اريك رايت على موقع قاعدة بيانات كرة القدم.إي يو (الإنجليزية)
- اريك رايت على موقع ناشيونال فوتبول تيمز (الإنجليزية)